# 薩德扎夫卡河
薩德扎夫卡河（烏克蘭語：Саджавка），是烏克蘭的河流，位於該國西部伊萬諾-弗蘭科夫斯克州，發源自科斯馬奇以西，河道全長28公里，流域面積161平方公里。